# Гол століття
Гол століття (ісп. Gol del Siglo, англ. The Goal of the Century)  — гол Дієго Марадони, забитий в ворота Пітера Шилтона у матчі чвертьфіналу чемпіонату світу 1986 року між збірними Аргентини та Англії, що відбувся 22 червня 1986 року.

## Події голу
Через кілька хвилин після першого м'яча у матчі, забитого рукою, Дієго забив ще один гол, обігравши послідовно 5 англійських гравців і закотивши м'яча в порожні ворота. Приймаючи на правому фланзі передачу, Марадона розворотом ухилився від спроби Пітера Ріда (№ 16) забрати м'яча, далі прикрив м'яч корпусом від Стіва Годжа (№ 22), перетнув центральну лінію і побіг правим флангом, а ті двоє неспішно рухалися вслід за ним. На шляху стояв Террі Бутчер (№ 6), йому прокинув м'яча за спиною і той долучився до «ескорту». Перед штрафним майданчиком прокинув м'яча повз Террі Фенвіка (№ 14), з воріт назустріч вибіг голкіпер Пітер Шилтон (№ 1). Марадона всупереч очікуванням англійця змістився не до центру, а вправо. Тож через неготовність до такого маневру Шилтон опустився на п'яту точку, а Марадона покотив м'яча в порожні ворота. До обіграних Марадоною його фани чомусь зараховують також Гаррі Стівенса (№ 2), хоча той не чинив Марадоні жодних завад, а рухався на дистанції паралельно з ним і комфортно спостерігав за його діями.
Пізніше, в 2002 році, цей гол назвали найкращим в історії чемпіонатів світу, завдяки чому він отримав назву Гол століття.

## Після гри
Згодом Марадона зізнавався, що почасти зобов'язаний цим голом шляхетності англійських захисників, які не спробували збити його з ніг шляхом порушення правил. Англійський бомбардир Гарі Лінекер, який забив єдиний гол своєї команди в цьому матчі, заявив, що при вигляді цього диво-голу йому вперше в житті кортіло зааплодувати супернику. Півзахисник англійців Кріс Водл так відгукнувся про цей епізод: «Ми з Джоном Барнсом сиділи на лавці, розкривши роти, коли Марадона, підхопивши м'яч на своїй половині поля, пройшов половину нашої команди і забив гол. Його гол я не забуду ніколи. Одночасно хотілося аплодувати і плакати».